# Hastings

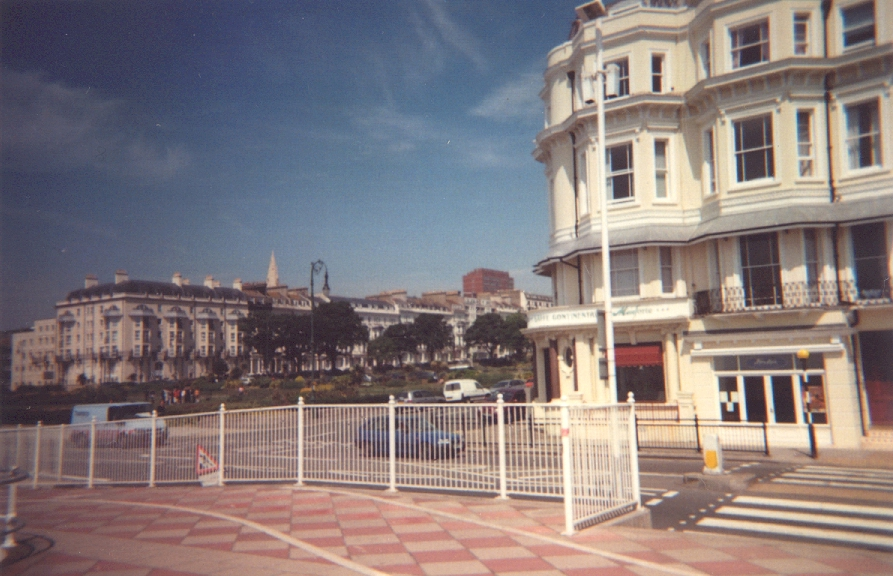
Arquitectura típica de las casas de la ciudad de Hastings.

Hastings (/ˈheɪstɪŋz/) en inglés, es una ciudad y un distrito no metropolitano del sur de Inglaterra, en el condado de Sussex Oriental. Cuenta con una población en torno a los 84.000 habitantes, según el censo del año 2000.

## Historia
Históricamente es famosa por la batalla de Hastings en 1066 en la que Guillermo el Conquistador invadió con éxito las islas británicas desde Normandía, venciendo a Harold el Sajón y arrebatando el poder a los sajones. Actualmente la localidad de Hastings es una ciudad costera de carácter turístico, muy al estilo de otros enclaves cercanos como Brighton. 
Su cercanía con las costas francesas hizo de este lugar un importante enclave para el contrabando durante el siglo XVIII. En el siglo XX adquirió cierta importancia como ciudad pesquera que declinó fuertemente en la segunda mitad de siglo aumentando progresivamente la importancia del turismo en la zona.

## Economía y turismo
Aunque la pesca fue una de las principales actividades de la ciudad durante siglos, el turismo ha tomado gran relevancia, especialmente después del declive de la industria pesquera. Los turistas acuden a Hastings por su mezcla de historia medieval y moderna, por su costa pintoresca y por el ambiente único de sus calles y edificios victorianos. El muelle de Hastings y la playa siguen siendo lugares muy visitados. Además, la zona cuenta con varios museos, galerías y el famoso Hastings Contemporary, un museo de arte que acoge exposiciones contemporáneas internacionales.

## Hastingsold town
Es uno de los puntos más característicos, con calles estrechas, tiendas de antigüedades y restaurantes pintorescos. Las ruinas del castillo de Hastings son otro punto turístico de interés, que ofrecen vistas panorámicas de la ciudad y del mar.

## Eventos y cultura
Un evento cultural destacado es el Hastings International Chess Congress, que atrae a jugadores de ajedrez de todo el mundo, reflejando la tradición intelectual de la ciudad. Además, el Hastings Old Town Carnival Week es un festival anual que celebra la comunidad local con desfiles, música, teatro y otros eventos culturales.

## Paisajes y naturaleza
El área que rodea Hastings también es conocida por su belleza natural, incluyendo las Seven Sisters, un impresionante conjunto de acantilados blancos que se extienden a lo largo de la costa. Además, el Parque Nacional de High Weald está cerca, ofreciendo a los visitantes un acceso a la campiña inglesa.

## Personalidades y Cultura Local
El área que rodea Hastings también es conocida por su belleza natural, incluyendo las Seven Sisters, un impresionante conjunto de acantilados blancos que se extienden a lo largo de la costa. Además, el Parque Nacional de High Weald está cerca, ofreciendo a los visitantes un acceso a la campiña inglesa.

## Transporte
Hastings está bien conectada con Londres y otras ciudades del sureste de Inglaterra. La estación de tren de Hastings tiene conexiones directas con la capital a través del sistema de trenes National Rail, lo que hace de la ciudad un destino accesible tanto para turistas como para quienes buscan un lugar tranquilo para vivir cerca de la ciudad.

## Personalidades de Hastings
- Fiona Pitt-Kethley (1954-), escritora y periodista.
- John Digweed (1967-), disck jockey y productor musical.
- Tom Chaplin (1979-), cantante del grupo musical Keane.
- Thomas House (1980-) músico en: Charlottefield, Sloath, Sweet Williams, Picore, Blue House, Les Conches Velasques...

## Clima
| Parámetros climáticos promedio de Almendros                                                     |      |      |      |      |      |      |      |      |      |      |      |      |       |
| Mes                                                                                             | Ene. | Feb. | Mar. | Abr. | May. | Jun. | Jul. | Ago. | Sep. | Oct. | Nov. | Dic. | Anual |
| Temp. media (°C)                                                                                | 5.0  | 5.5  | 8.0  | 10.0 | 14.0 | 17.0 | 20.5 | 20.0 | 16.5 | 12.0 | 8.0  | 5.5  | 11.5  |
| Precipitación total (mm)                                                                        | 45   | 40   | 50   | 45   | 40   | 35   | 30   | 35   | 40   | 50   | 55   | 50   | 525   |
| Fuente: Datos meteorológicos de Hastings, Agencia Meteorológica de Reino Unido (UK Met Office). |      |      |      |      |      |      |      |      |      |      |      |      |       |

- Datos: Q29245
- Multimedia: Hastings / Q29245